# Таблион

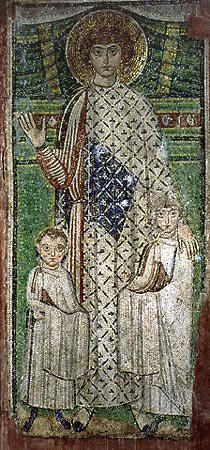
Мозаика «Святой Димитрий и дети» (плащ Димитрия украшен таблионом)

Таблион (лат. tablion) — передник из дорогой ткани, нашивавшийся в Византии к плащу сзади и спереди. Таблион отражал высокое общественное положение византийца и одевался лишь для участия в каких-либо торжествах. У императора таблион делался из драгоценной парчовой ткани и являлся одним из символов наивысшей императорской власти, для придворных использовалась гладкая одноцветная ткань.
В иконописи таблион изображается на одежде святых, имевших согласно житию знатное происхождение.
Изображения таблиона сохранились на мозаиках церкви Сан-Витале в Равенне (изображение императора Юстинаина со свитой) и в базилике Святого Димитрия (Салоники) на мозаиках с изображением святого Димитрия Солунского.

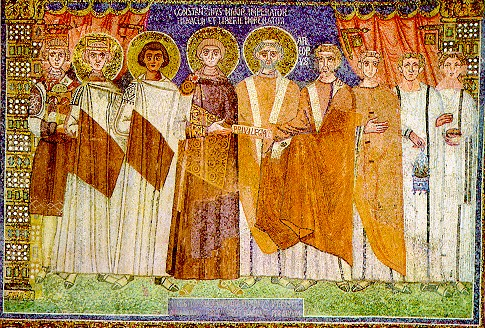
Дарование привилегий равеннской церкви (мозаика Сант-Аполлинаре-ин-Классе)
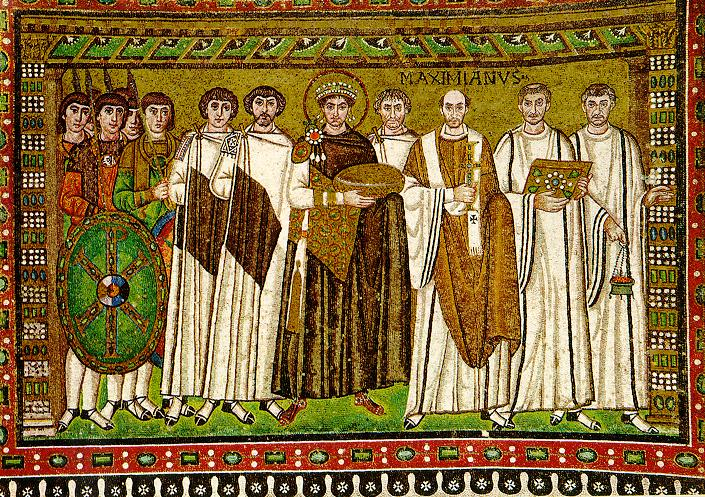
Император Юстиниан со свитой (мозаика Сан-Витале)